# Via Dolorosa

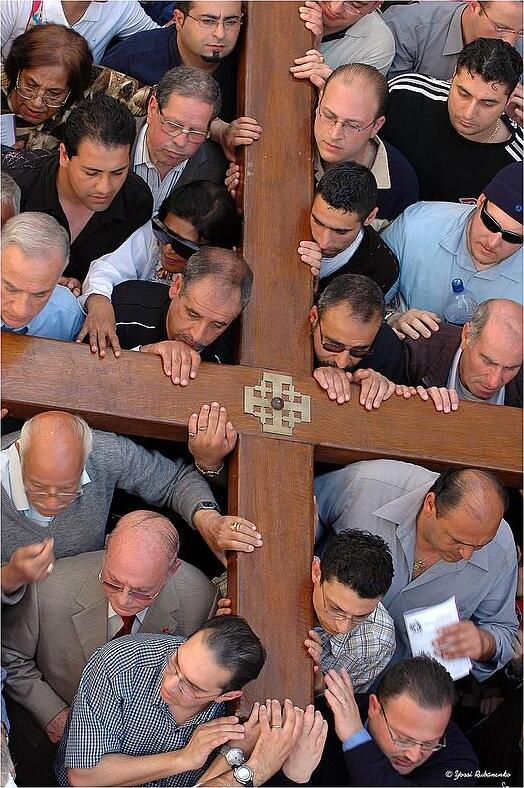
Pilger mit Kreuz auf der Via Dolorosa.

Die Via Dolorosa (lateinisch Der schmerzhafte Weg, Leidensweg; arabisch طريق الآلام tariq al-alam) ist ein nach dem Leidensweg Jesu von Nazaret benannter Prozessionsweg in Jerusalem.

## Geschichte
Der Begriff Via Dolorosa wurde 1573 durch Bonifaz von Ragusa OFM in seinem Buch Liber de perenni cultu Terrae Sanctae geprägt; Bonifaz kannte allerdings nur vier Stationen. Franziskaner entwickelten die einzelnen Stationen des Weges, der immer an die Zugänglichkeit für die von ihnen geführten Pilgergruppen angepasst wurde, also im Lauf der Jahrhunderte auf verschiedene Weise.
Die Ursprünge dieses Weges gehen auf die Zeit der Kreuzfahrer zurück.
Es war nicht etwa so, dass die heutige Via Dolorosa von europäischen Heilig-Land-Pilgern in ihre Heimatländer gebracht und dort als Kreuzweg nachgebaut wurde, sondern umgekehrt: der Kreuzweg war eine besondere, in Europa entwickelte Andachtsform, den die Pilger bei ihrem Jerusalembesuch zu sehen erwarteten: „Die Kreuzwegandacht ist in Europa entwickelt worden und findet sich in der Via Dolorosa in Jerusalem verwirklicht.“
In der Kreuzfahrerzeit wurde der Weg Jesu durch die Stadt von seiner Verurteilung zu seiner Kreuzigung wie folgt begangen:
- Start am Sockel der zerstörten Burg Antonia
- über den nordwestlichen Bereich des Tempelbergs zum Bab al-Qaṭṭanin (damaliger Name: Porta Dolorosa)
- von dort zur Grabeskirche.

Nachdem 1100 Jahre kein christlicher Pilger wusste, wo sich die Burg Antonia befunden hatte oder sie mit dem Prozess Jesu in Verbindung brachte, war es Theodericus (Libellus de locis sanctis), der 1172 mit den Informationen, die er bei Flavius Josephus gelesen hatte, die Antonia am richtigen Ort suchte – und fand. Seine Identifikation der Antonia mit dem Prätorium des Pilatus war zwar unzutreffend, setzte sich aber durch. Schon 1187 hatte Saladin Jerusalem erobert; damit war den Christen der Besuch des Tempelbergs verboten, erst recht das Begehen eines Prozessionswegs über dieses Areal. Die wenigen Jahre seit der Entdeckung durch Theodericus hatten allerdings ausgereicht, damit nördlich der Antonia Lokalisierungen von Orten der Passion Christi entstehen konnten: Flagellatio, Ecce Homo und Haus des Pilatus. Diese Orte blieben in Erinnerung, obwohl das Gelände in ajjubidischer und osmanischer Zeit für Prozessionen unzugänglich war. Immer wieder versuchten Pilger trotzdem, hierhin vorzudringen; 1838 gelang es den Franziskanern mit Unterstützung des Herzogs Max Joseph in Bayern, das Gelände der Flagellatio (Station II) zu erwerben und 1839 eine Kapelle einzurichten. 1910 wurde das Kloster und Studienhaus des Ordens (Studium Biblicum Franciscanum) erbaut.
In der zweiten Hälfte des 19. Jahrhunderts schufen sich die verschiedenen europäischen Großmächte eine Repräsentanz in Jerusalem, wodurch sich die christliche Erinnerungslandschaft in der Altstadt konfessionell und national-religiös auffächerte und verkomplizierte. Die Habsburgermonarchie wählte die im römisch-katholischen Raum sehr wichtig gewordene Via Dolorosa als Anknüpfungspunkt. Durch den Bau des Österreichischen Hospizes zur Heiligen Familie (eingeweiht 1863) an der Via Dolorosa nahm sie diesen Weg und seine Pilger symbolisch unter ihren Schutz.

## Heutiger Verlauf
Die Via Dolorosa führt heute über mehrere Straßen an 14 Stationen entlang, von einem der zwei denkbaren Amtssitze des Pilatus, der Antoniafestung, beziehungsweise deren spärlichen Überresten, westlich vom Löwen- oder Stephanstor durch die Altstadt bis hin zur Grabeskirche, die an jenem Ort steht, wo Jesus ins Grab gelegt worden sein soll. Sie bezieht dabei mehrere Altstadtstraßen ein: im östlichen Teil entlang der Löwentorstraße; anschließend über die Ṭariq al-Wad („Talstraße“), die vom Damaskustor zur Klagemauer und zum Dungtor führt; schließlich führt sie in ihrem westlichen Teil durch verwinkelte Gässchen, teilweise in Form einer Treppengasse, teilweise mit Bogengängen überdeckt. Sämtliche Kirchen und Kapellen, die die Stationen außerhalb der Grabeskirche markieren, sind katholisch und gehören entweder der römisch-katholischen oder einer der mit Rom unierten Kirchen an.

## Christliche Bedeutung
Nach der Überlieferung ist die Via Dolorosa jene Straße, die zur Zeit des Todes Jesu vom Amtssitz des römischen Statthalters Pontius Pilatus zur Hinrichtungsstätte am Hügel Golgota führte. Allerdings sind diese Orte historisch nicht eindeutig bestimmbar. Diesen Weg musste Jesus vor seiner Kreuzigung zurücklegen, wobei er auf einem Großteil der Strecke das Kreuz selbst tragen musste. Daher ist die Straße heute als Kreuzweg ausgestaltet. Von den 14 Stationen des Kreuzweges befinden sich aber nur acht auf der Via Dolorosa selbst. Die neunte befindet sich auf dem Dach der Grabeskirche, die letzten fünf darin. Da sich sowohl der Straßenverlauf als auch das Niveau der Stadt über die letzten 2000 Jahre stark verändert haben, muss dieser Weg mehr als Verbindung von Gedenkstätten als eine Wanderung in Jesu Fußstapfen gesehen werden.

### Lage der Kreuzwegstationen
Dieser Kreuzweg wird von den Franziskanern in einer Prozession gebetet, welche jeden Freitag ab 15:00 Uhr, während der Sommerzeit um 16:00 Uhr (da die Sommerzeit in der Grabeskirche nicht gilt) beginnt. Die Stationen I. und X. sind außerhalb dieser Zeit nicht öffentlich zugänglich. Der Auferstehung wird in einer zusätzlichen 15. Station gedacht.
- I. Hof der muslimischen Mädchenschule Omariya an der Stelle, wo sich früher die römische Festung Antonia befand⊙
- II. Franziskanerkapelle der Verurteilung und Kapelle der Geißelung⊙
- III. Ehemalige polnische Kapelle beim armenisch-katholischen Patriarchat gegenüber dem Österreichischen Hospiz⊙
- IV. Armenisch-katholische Kirche unmittelbar neben der 3. Station in der Ṭariq al-Wad („Talstraße“)⊙
- V. Oratorium der Franziskaner an der Kreuzung Ṭariq al-Wad („Talstraße“) / Via dolorosa⊙
- VI. Französische Veronikakirche und Kloster der kleinen Schwestern Jesu in der Via Dolorosa⊙
- VII. Kapelle der Franziskaner an der Kreuzung Via dolorosa / Suq Chan ez-Zeit⊙
- VIII. Markierungskreuz in der Wand des griechischen Klosters an der Rückseite der Grabeskirche in der El-Khanqa-Straße⊙
- IX. Dach der Grabeskirche, vorbei am koptischen Patriarchat⊙
- X. Frankenkapelle (Kapelle der Kleiderverteilung) neben dem rechten, zugemauerten Eingang zur Grabeskirche⊙
- XI. Römisch-katholische Kapelle neben der Kreuzigungsstelle auf Golgotha in der Grabeskirche⊙
- XII. Ein Loch unter dem griechisch-orthodoxen Altar bezeichnet die Stelle, in der das Kreuz Jesu stand⊙
- XIII. Das Stabat mater-Standbild zwischen 11. und 12. Station (nicht, wie oft fälschlicherweise behauptet, der Salbungsstein im Eingangsbereich der Grabeskirche)⊙
- XIV. Das Heilige Grab in der Grabeskirche⊙

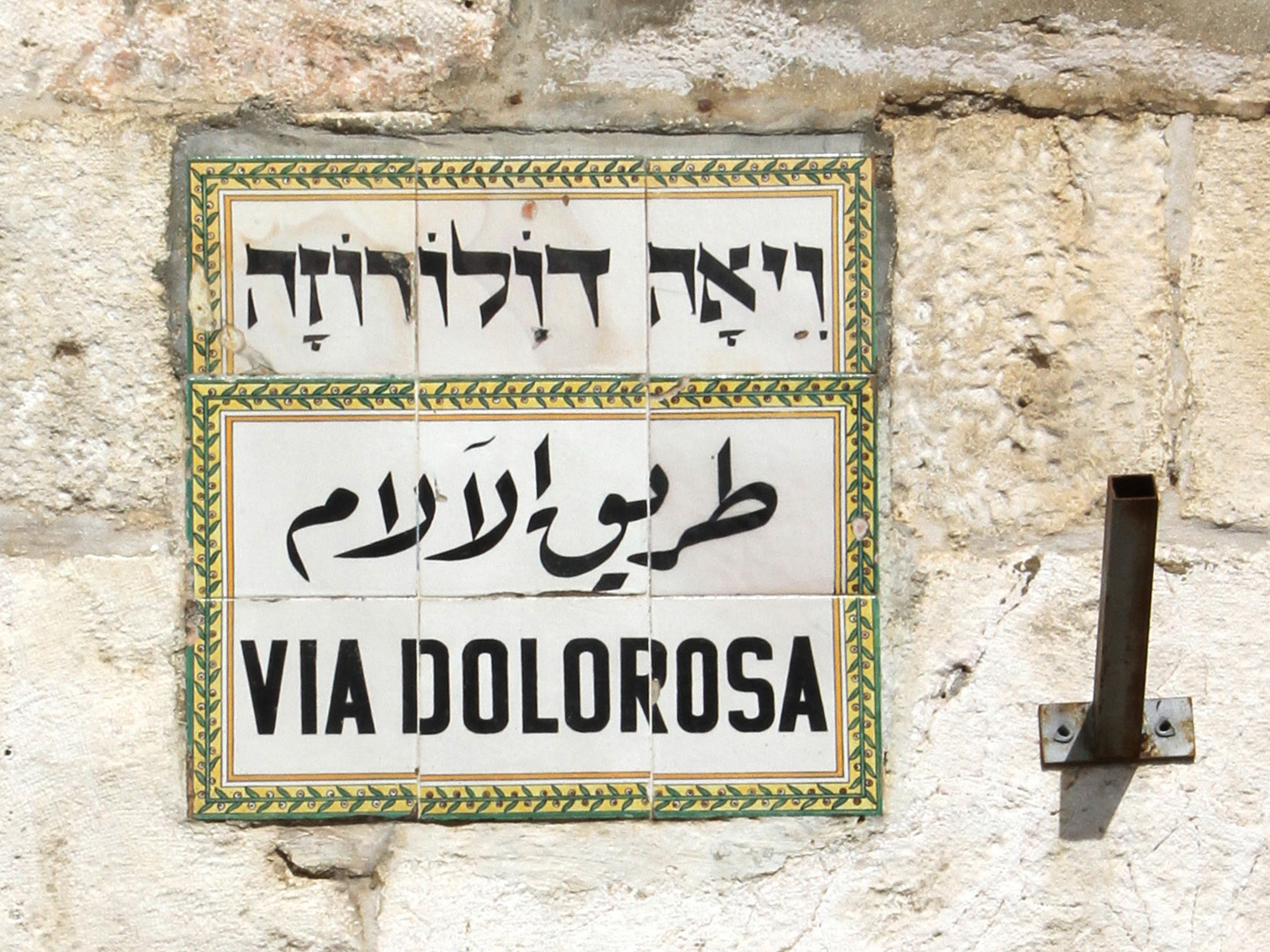
Straßenschild
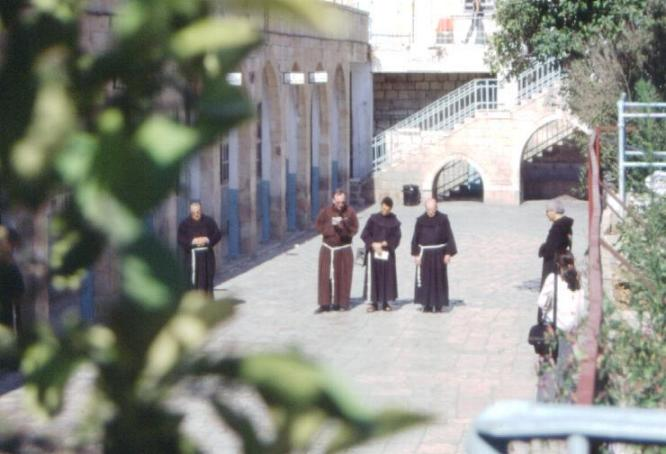
Station I
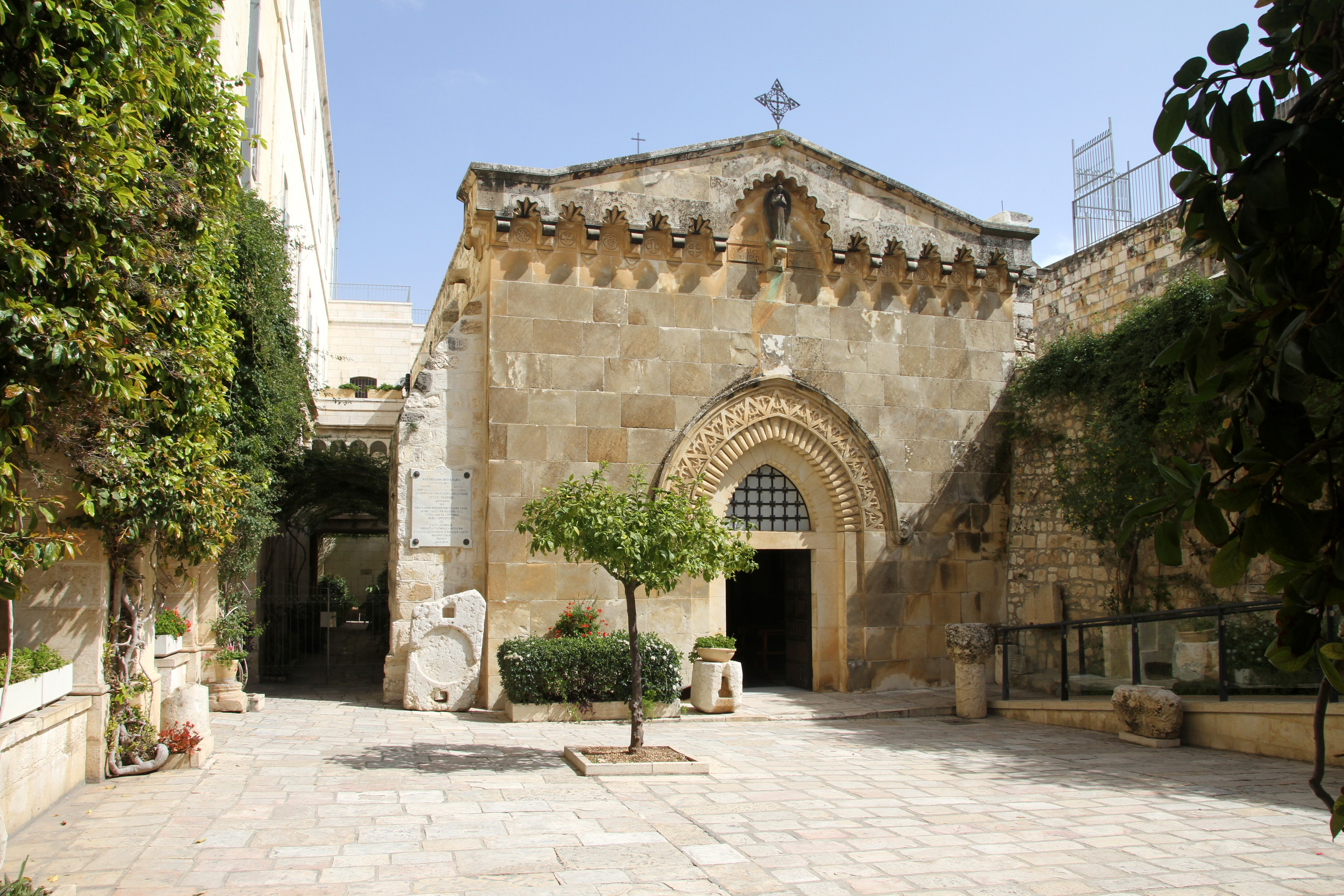
Station II
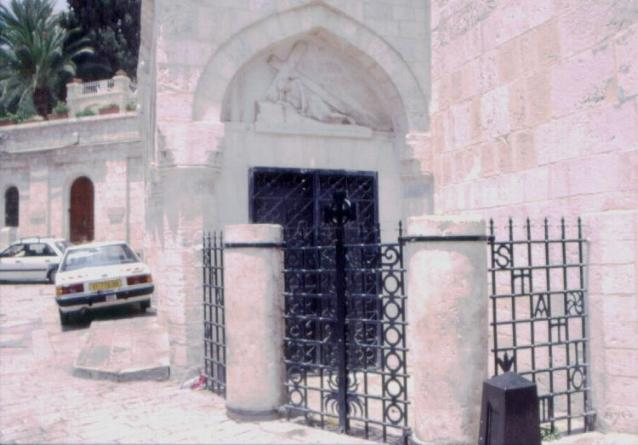
Station III
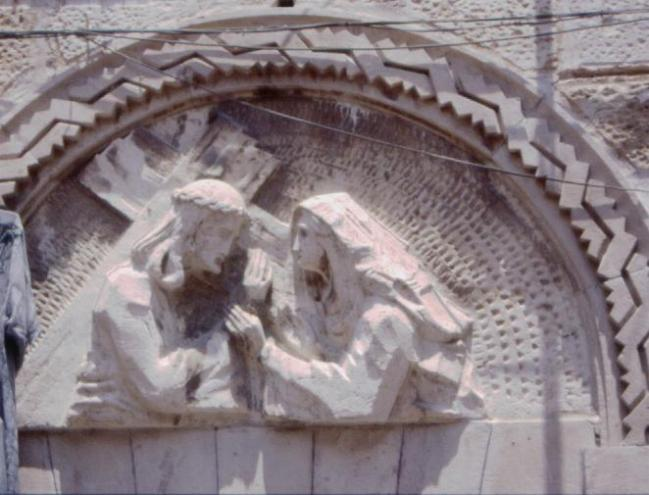
Station IV (überholtes Bild)
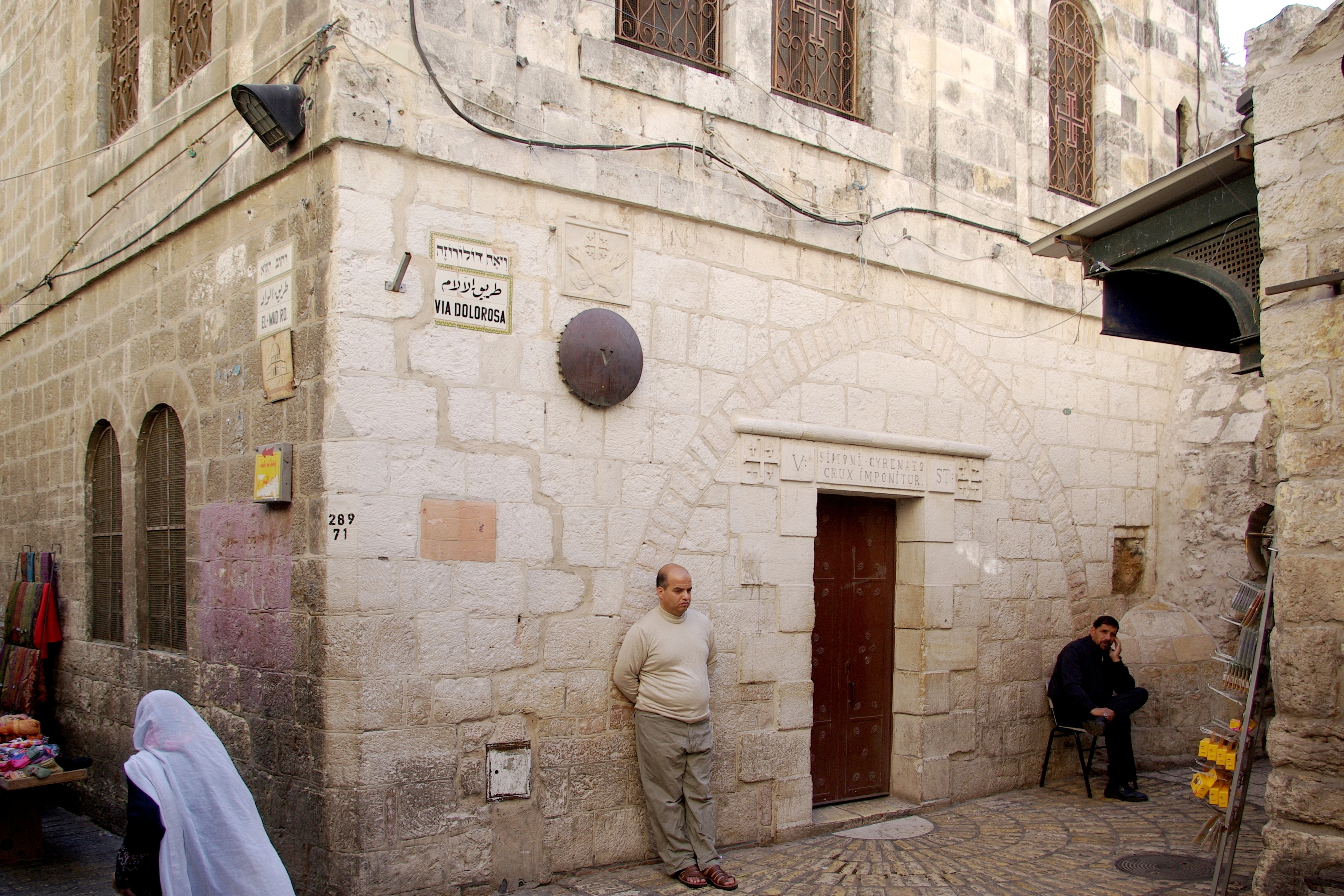
Station V
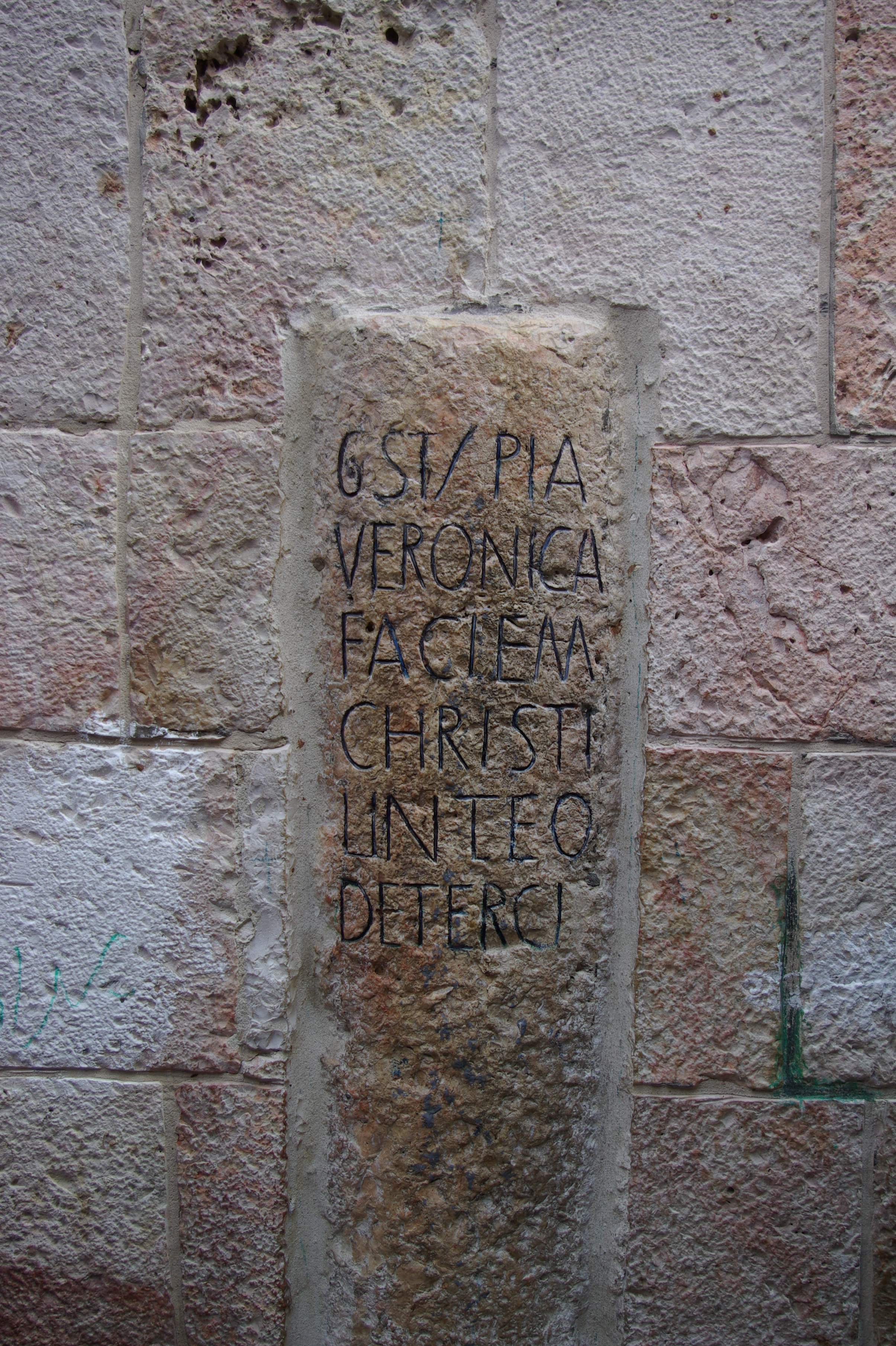
Station VI
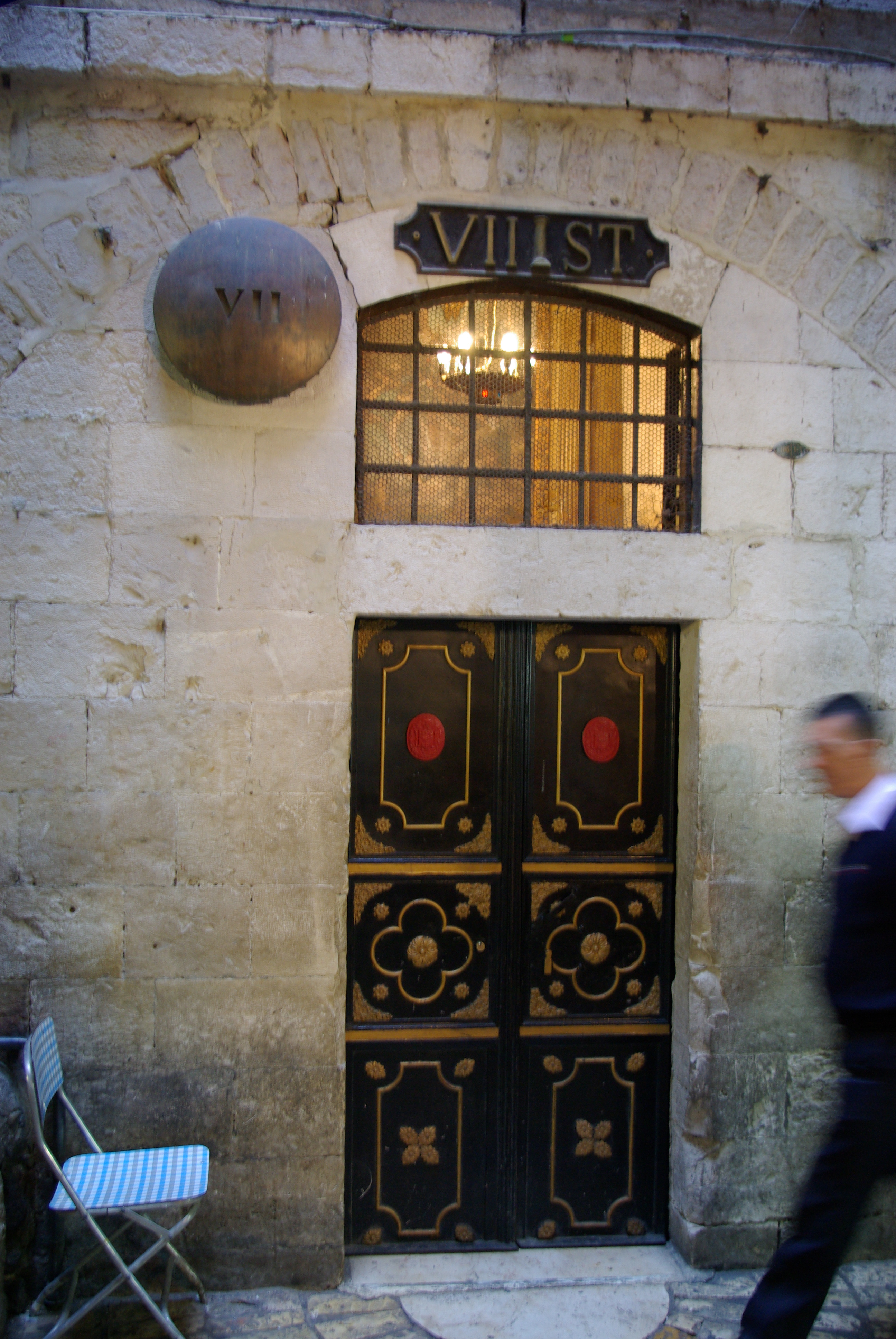
Station VII
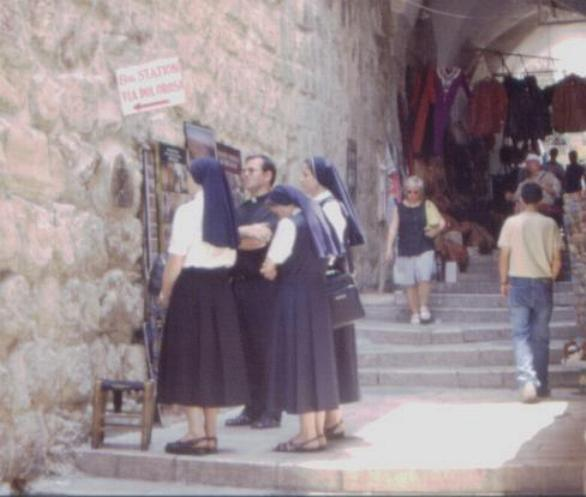
Station VIII
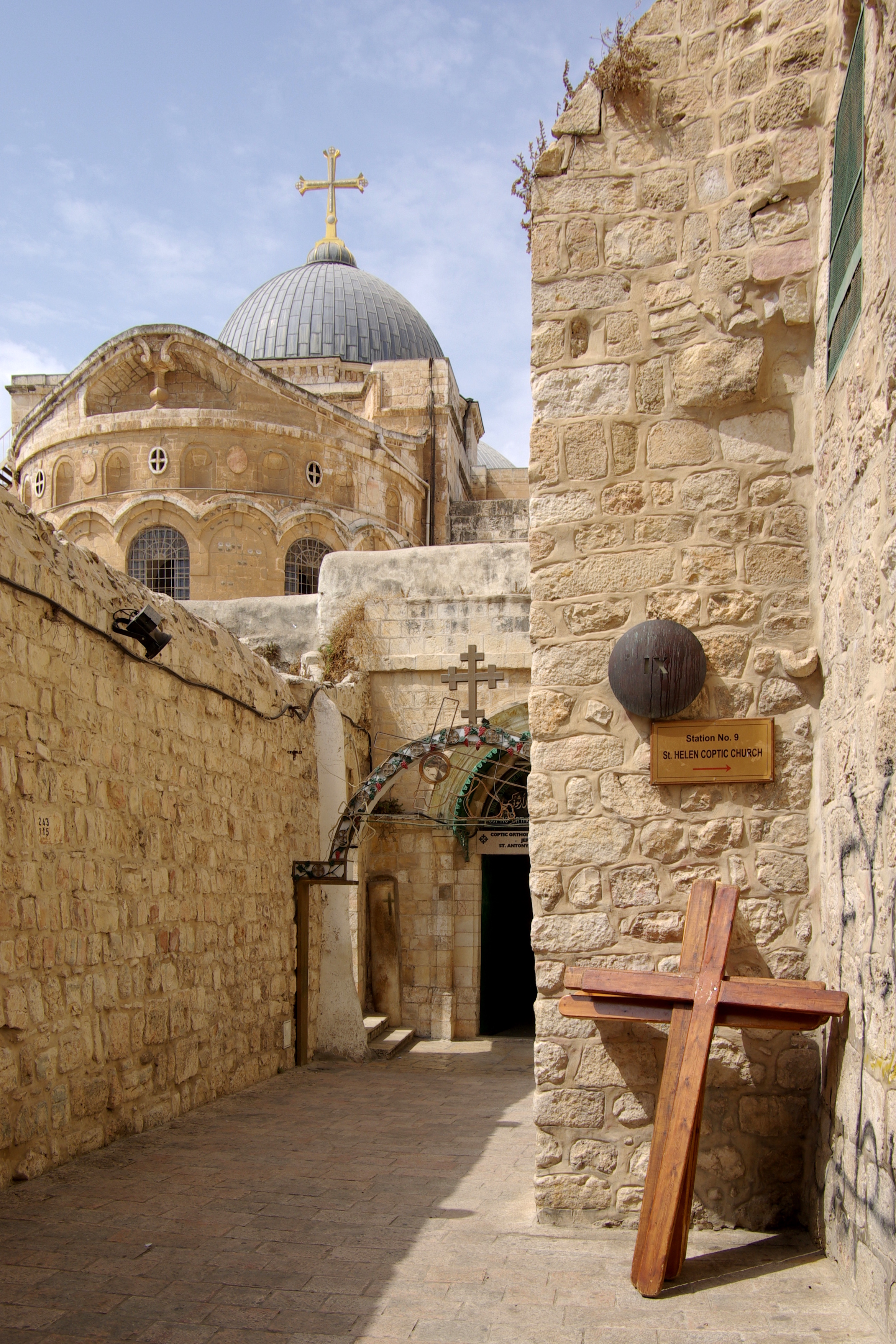
Station IX
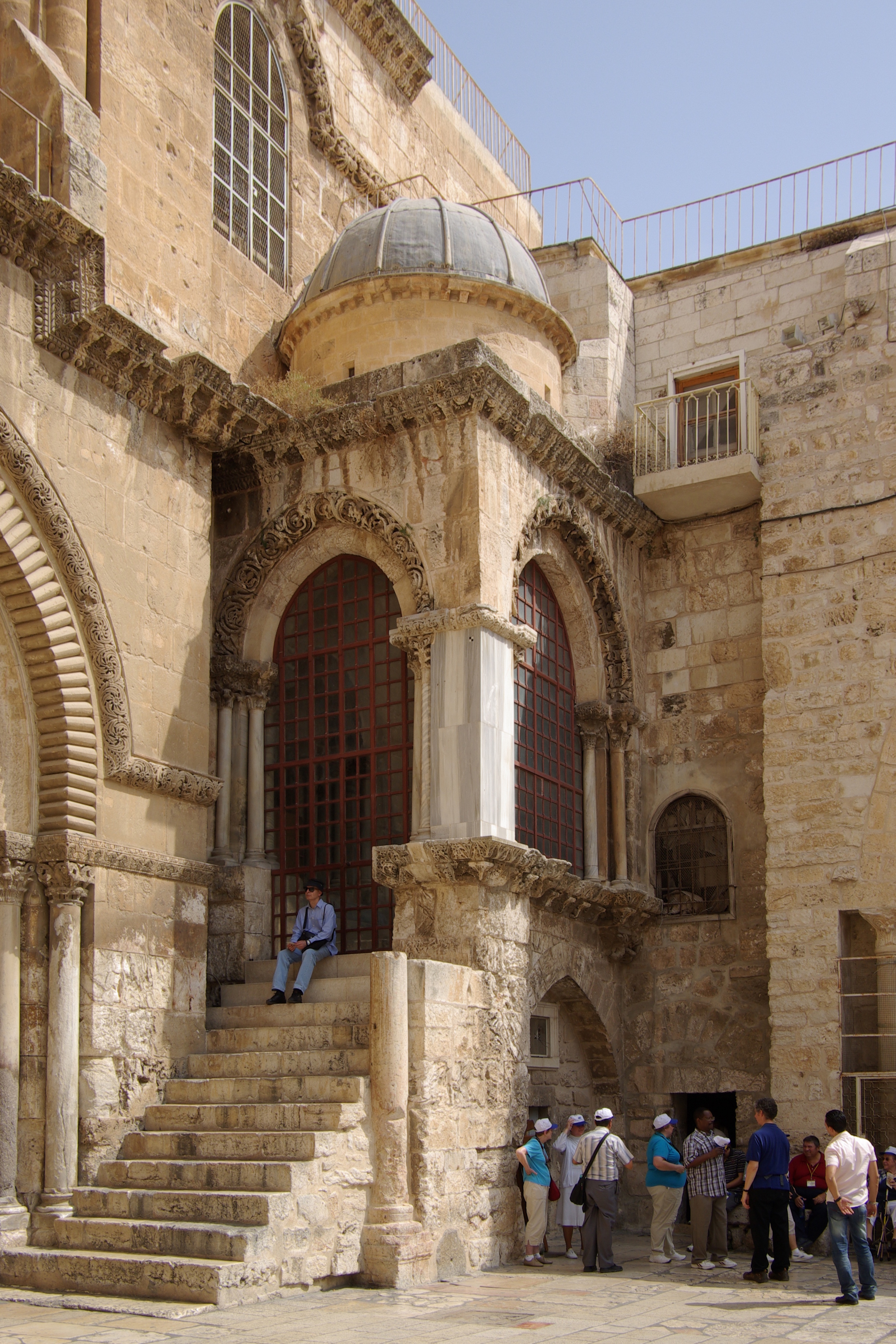
Station X
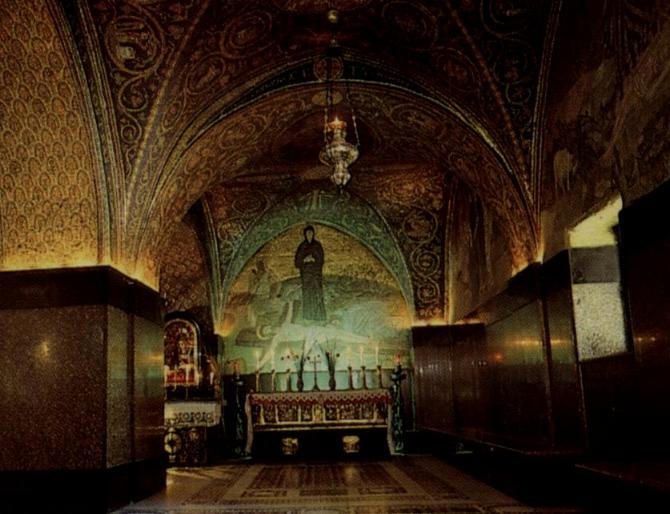
Station XI
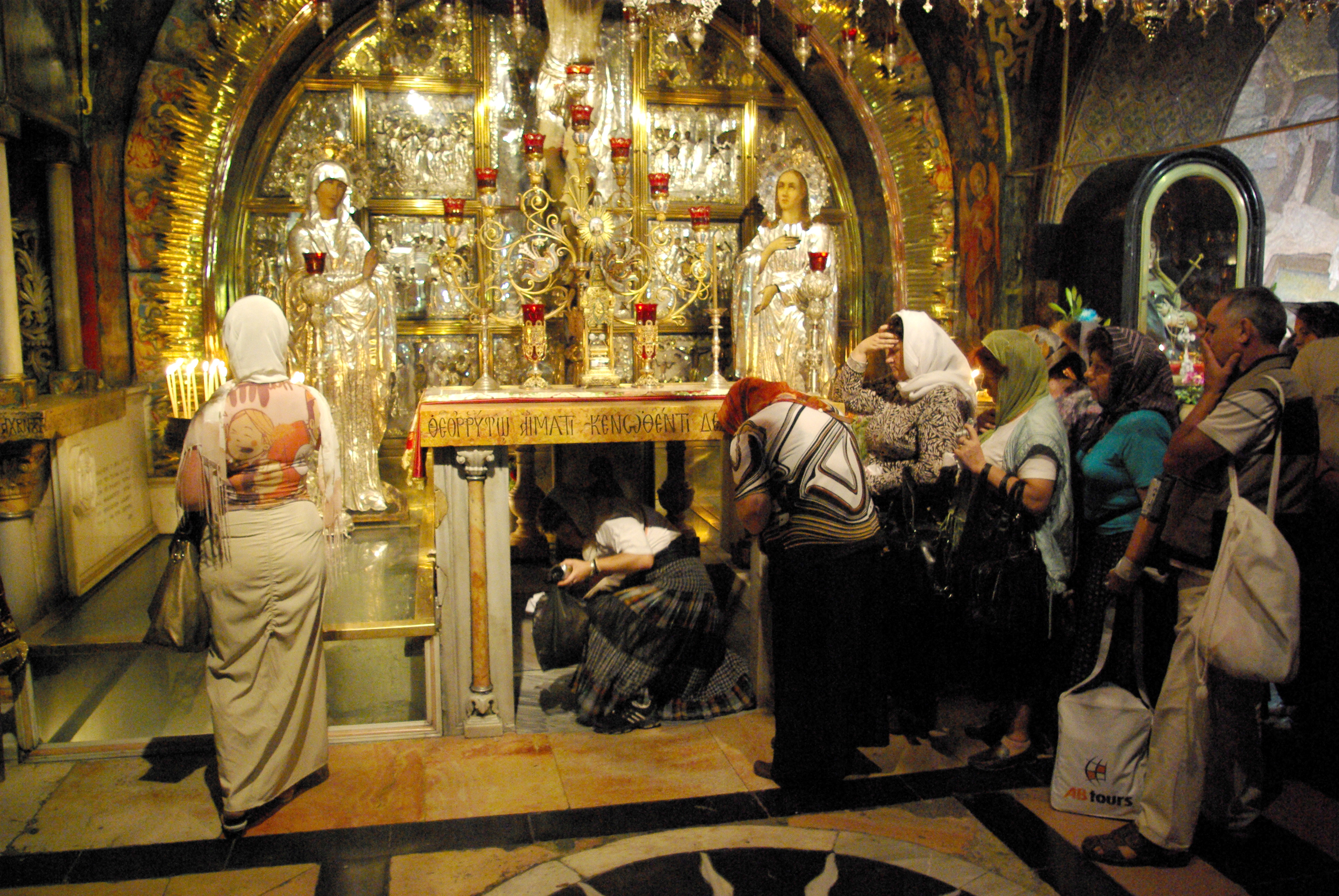
Station XII
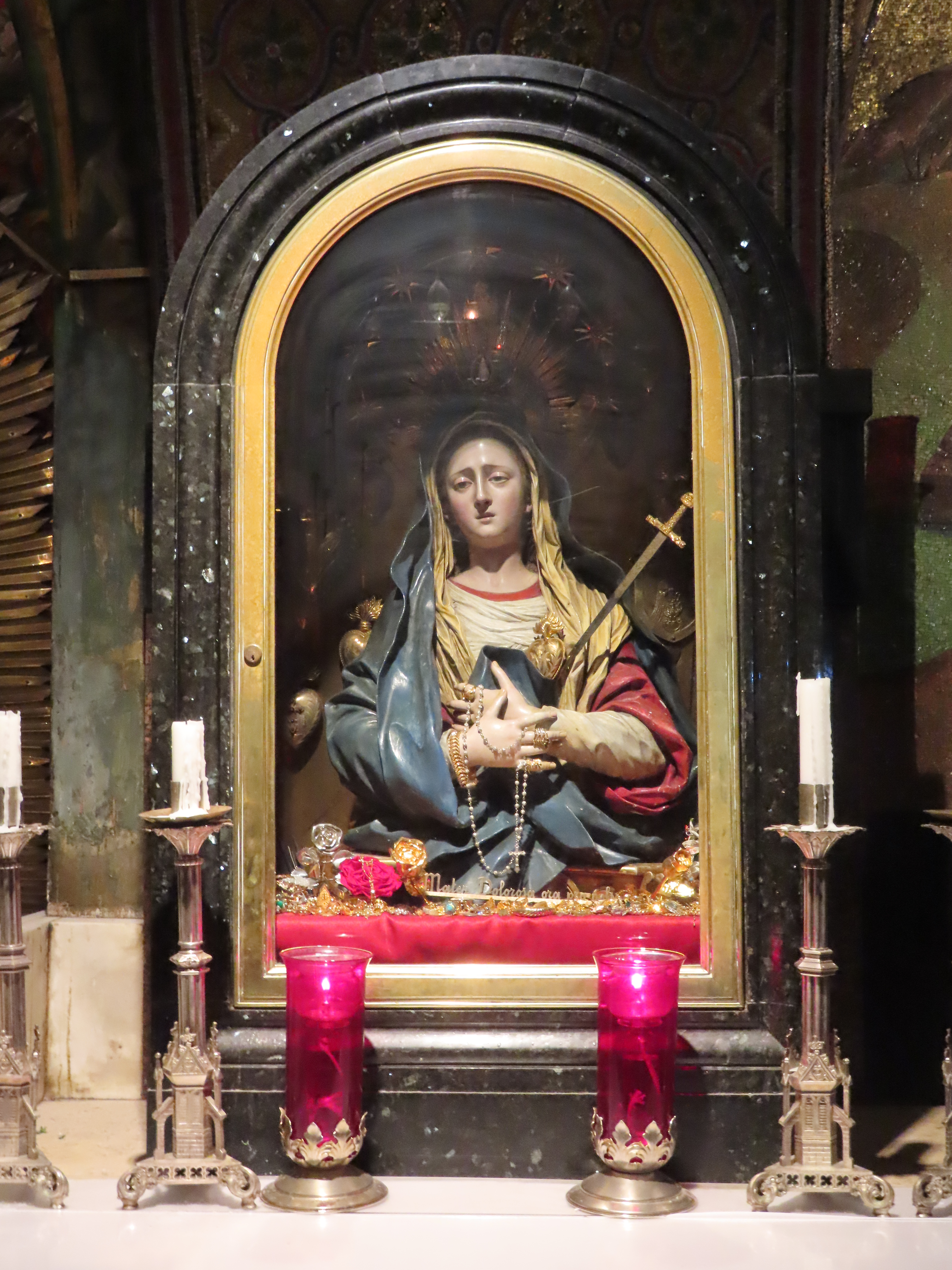
Station XIII
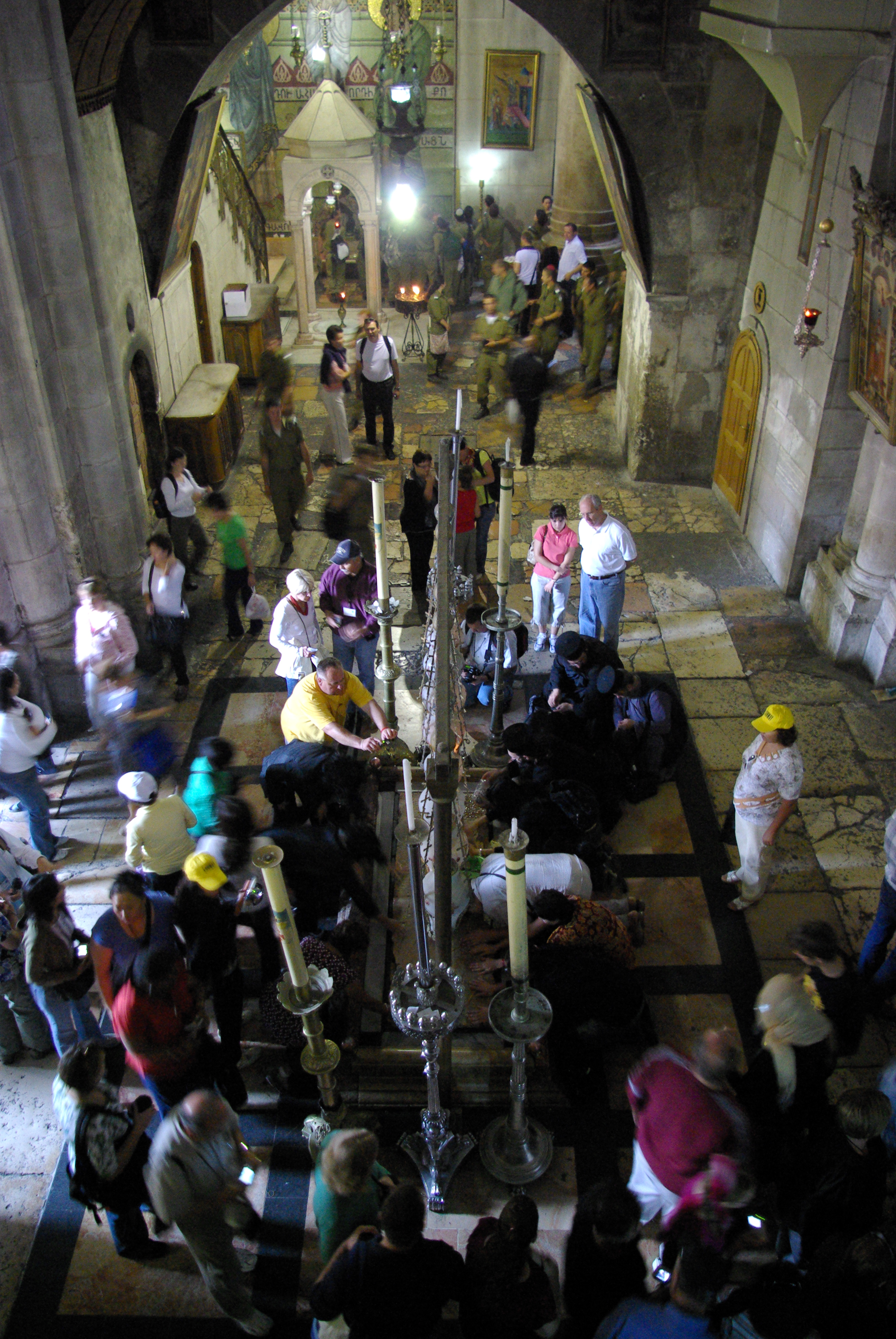
Salbungsstein, nicht aber Station XIII
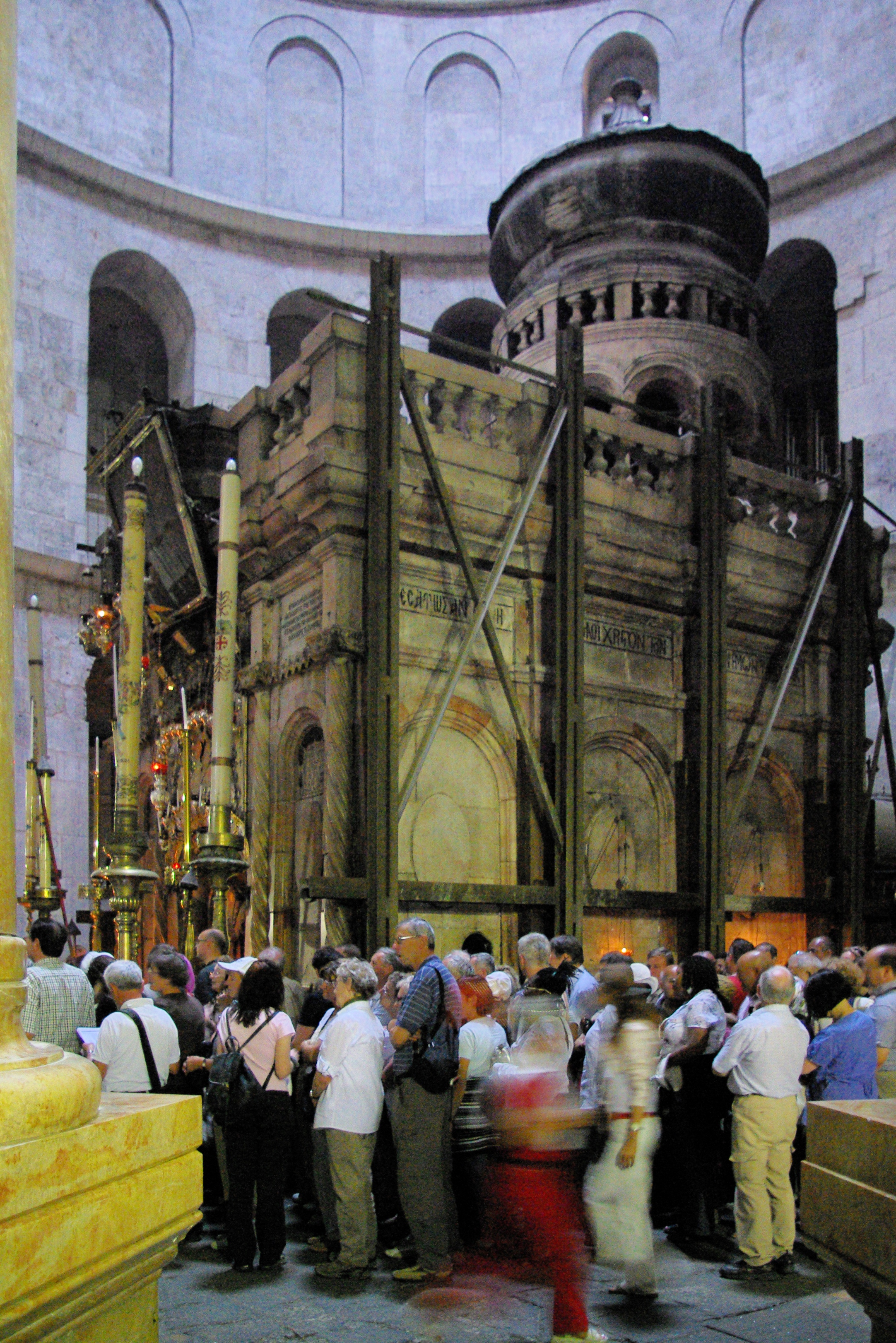
Station XIV

## Bauwerke

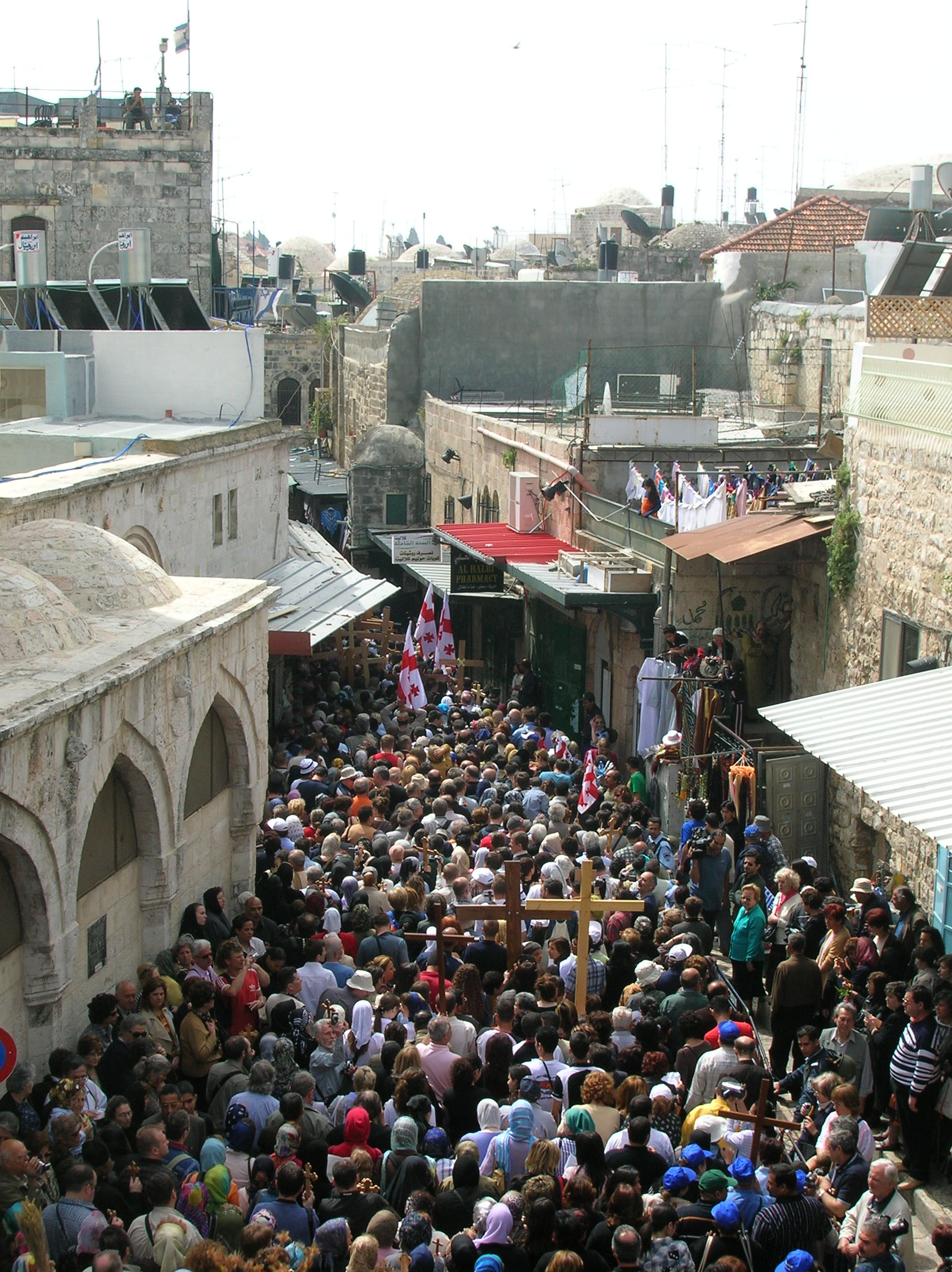
Orthodoxe Karfreitagsprozession in der Via Dolorosa

Heute befinden sich unter anderen folgende Bauwerke entlang der Via Dolorosa (von Ost nach West):
- Noch vor Anfang der Via Dolorosa: die St.-Anna-Kirche⊙ (12. Jahrhundert), angeblich an der Stelle des Geburtshauses Marias. Im Garten der Teich Bethesda⊙.
- Geißelungskapelle⊙
- Verurteilungskapelle⊙
- Ecce-Homo-Basilika und das zugehörige Kloster Notre Dame de Sion⊙
- Ecce-Homo-Bogen: Teil eines von Hadrian errichteten Triumphbogens⊙
- Österreichisches Hospiz⊙
- Koptisch-Orthodoxes Patriarchat⊙
- Äthiopisches Kloster (Deir es-Sultan)⊙
- Alexander-Hospiz (mit römischer Bausubstanz)⊙
- Erlöserkirche⊙
- Grabeskirche⊙

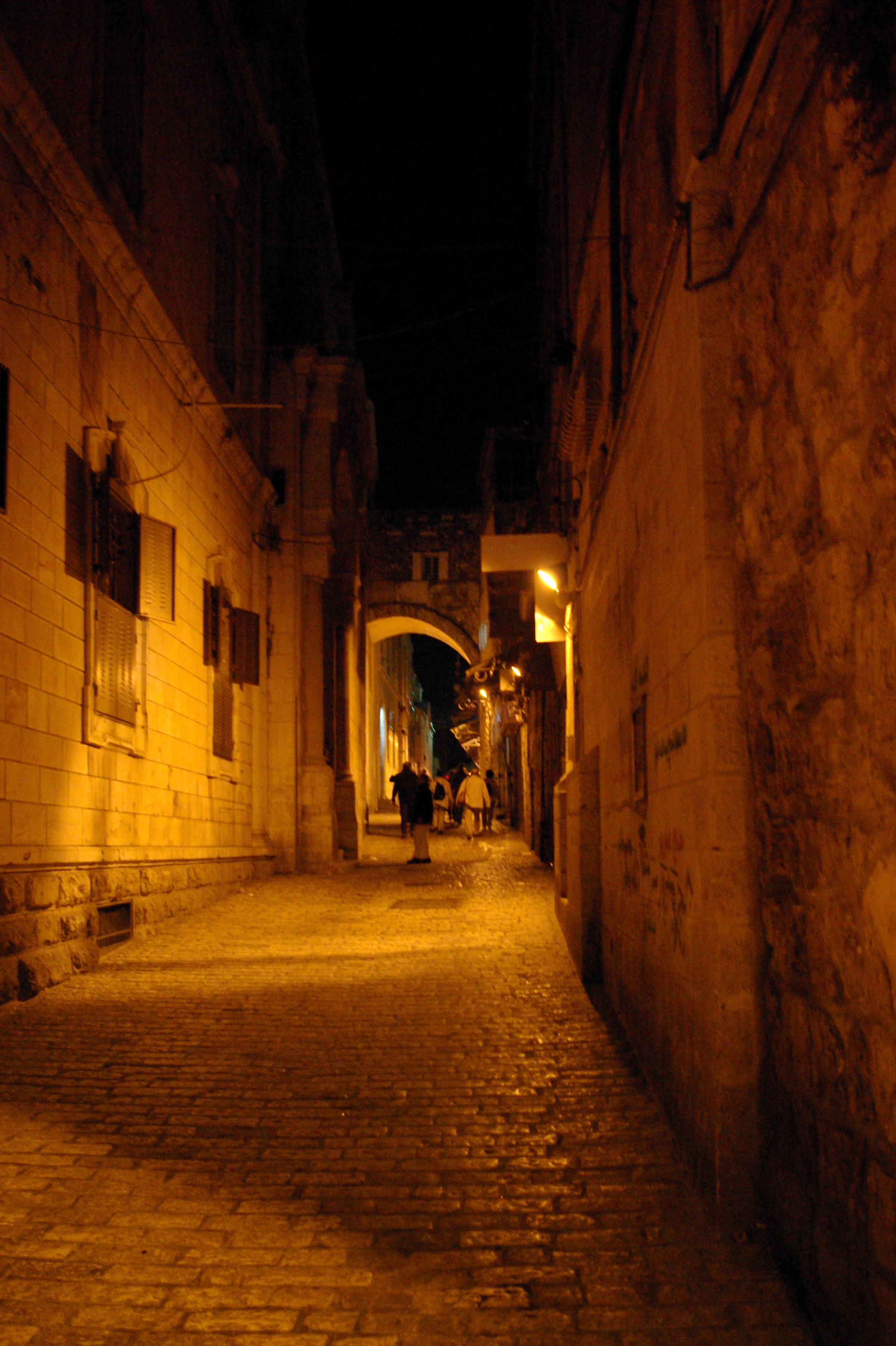
Ecce homo Bogen
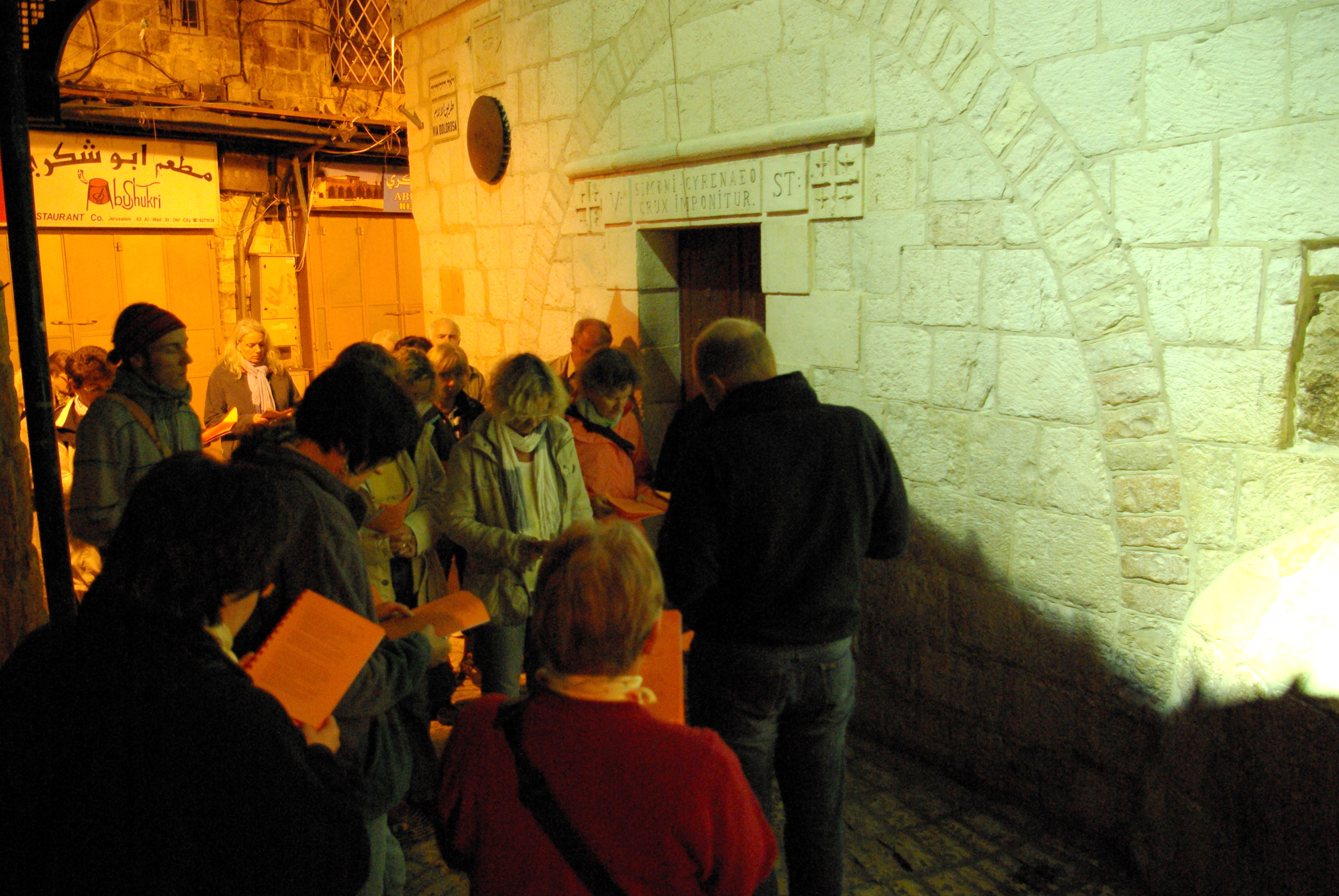
Beter an der V. Station